# Run to the Water
"Run to the Water" is een nummer van de Amerikaanse band Live. Het verscheen op hun album The Distance to Here uit 1999. Op 28 maart 2000 werd het nummer uitgebracht als de derde single van het album.

## Achtergrond
"Run to the Water" is geschreven door zanger Ed Kowalczyk en basgitarist Patrick Dahlheimer en geproduceerd door de band in samenwerking met Talking Heads-toetsenist Jerry Harrison. Het nummer werd niet op single uitgebracht in de Verenigde Staten, maar bereikte in het thuisland van de band wel de veertiende plaats in de Modern Rock Tracks en de zeventiende plaats in de Mainstream Rock Tracks-lijsten. In Canada kwam het tot de tiende plaats in de rocklijsten. In een aantal andere landen werd het wel officieel als single uitgebracht. In Finland bereikte het de vijftiende plaats en in Australië en Nieuw-Zeeland kwam het respectievelijk tot de plaatsen 34 en 44. In Nederland bereikte het respectievelijk de plaatsen 25 en 49 in de Top 40 en de Mega Top 100, maar in Vlaanderen werd de Ultratop 50 niet gehaald en bleef het steken op de zevende plaats in de "Bubbling Under"-lijst.
In de videoclip van "Run to the Water", geregisseerd door Martin Weisz, zingt Kowalczyk het nummer in een vervallen badkamer, terwijl mensen op de aangrenzende straat, inclusief de andere bandleden, lastig worden gevallen door de politie. Kowalczyk gaat naar beneden waar hij met de bandleden in opstand komt tegen de politie. Wanneer het echter begint te regen, dalen de spanningen. Korte tijd later ontploft er een bom en verandert het water in vuur, waar de band in springt. Uiteindelijk blijkt dat Kowalczyk alles gedroomd had.

## Hitnoteringen

### Nederlandse Top 40
| Hitnotering: 11-03-2000 t/m 06-05-2000 | Hitnotering: 11-03-2000 t/m 06-05-2000 | Hitnotering: 11-03-2000 t/m 06-05-2000 | Hitnotering: 11-03-2000 t/m 06-05-2000 | Hitnotering: 11-03-2000 t/m 06-05-2000 | Hitnotering: 11-03-2000 t/m 06-05-2000 | Hitnotering: 11-03-2000 t/m 06-05-2000 | Hitnotering: 11-03-2000 t/m 06-05-2000 | Hitnotering: 11-03-2000 t/m 06-05-2000 | Hitnotering: 11-03-2000 t/m 06-05-2000 | Hitnotering: 11-03-2000 t/m 06-05-2000 |
| Week                                   | 1                                      | 2                                      | 3                                      | 4                                      | 5                                      | 6                                      | 7                                      | 8                                      | 9                                      |                                        |
| -------------------------------------- | -------------------------------------- | -------------------------------------- | -------------------------------------- | -------------------------------------- | -------------------------------------- | -------------------------------------- | -------------------------------------- | -------------------------------------- | -------------------------------------- | -------------------------------------- |
| Positie                                | 25                                     | 25                                     | 25                                     | 29                                     | 34                                     | 32                                     | 38                                     | 31                                     | 36                                     | uit                                    |

### Mega Top 100
| Hitnotering: 04-03-2000 t/m 10-06-2000 | Hitnotering: 04-03-2000 t/m 10-06-2000 | Hitnotering: 04-03-2000 t/m 10-06-2000 | Hitnotering: 04-03-2000 t/m 10-06-2000 | Hitnotering: 04-03-2000 t/m 10-06-2000 | Hitnotering: 04-03-2000 t/m 10-06-2000 | Hitnotering: 04-03-2000 t/m 10-06-2000 | Hitnotering: 04-03-2000 t/m 10-06-2000 | Hitnotering: 04-03-2000 t/m 10-06-2000 | Hitnotering: 04-03-2000 t/m 10-06-2000 | Hitnotering: 04-03-2000 t/m 10-06-2000 | Hitnotering: 04-03-2000 t/m 10-06-2000 | Hitnotering: 04-03-2000 t/m 10-06-2000 | Hitnotering: 04-03-2000 t/m 10-06-2000 | Hitnotering: 04-03-2000 t/m 10-06-2000 | Hitnotering: 04-03-2000 t/m 10-06-2000 | Hitnotering: 04-03-2000 t/m 10-06-2000 |
| Week                                   | 1                                      | 2                                      | 3                                      | 4                                      | 5                                      | 6                                      | 7                                      | 8                                      | 9                                      | 10                                     | 11                                     | 12                                     | 13                                     | 14                                     | 15                                     |                                        |
| -------------------------------------- | -------------------------------------- | -------------------------------------- | -------------------------------------- | -------------------------------------- | -------------------------------------- | -------------------------------------- | -------------------------------------- | -------------------------------------- | -------------------------------------- | -------------------------------------- | -------------------------------------- | -------------------------------------- | -------------------------------------- | -------------------------------------- | -------------------------------------- | -------------------------------------- |
| Positie                                | 80                                     | 51                                     | 53                                     | 54                                     | 49                                     | 51                                     | 50                                     | 51                                     | 49                                     | 52                                     | 63                                     | 70                                     | 71                                     | 72                                     | 86                                     | uit                                    |

### NPO Radio 2 Top 2000
| Nummer met noteringen in de NPO Radio 2 Top 2000 | '14  | '15  | '16  | '17  | '18  | '19  | '20  | '21  | '22  | '23  | '24  |
| ------------------------------------------------ | ---- | ---- | ---- | ---- | ---- | ---- | ---- | ---- | ---- | ---- | ---- |
| Run to the Water                                 | 1270 | 1354 | 1351 | 1331 | 1595 | 1491 | 1461 | 1508 | 1722 | 1770 | 1594 |

1. ↑  Een vetgedrukt getal geeft de hoogste notering aan.
2. ↑  2014 was het eerste jaar met een notering voor dit nummer.